# Aleksander Hild
Aleksander Bronisław Hild (ur. 2 grudnia 1895 w Żydaczowie, zm. ?) – major piechoty Wojska Polskiego, działacz niepodległościowy, kawaler Orderu Virtuti Militari.

## Życiorys
Urodził się w Żydaczowie, ówczesnym mieście powiatowym Królestwa Galicji i Lodomerii, w rodzinie Emila i Heleny z Rudnickich .
3 marca 1916 został przeniesiony do 6 pułku piechoty na stanowisko komendanta plutonu w 12. kompanii III batalionu . 1 kwietnia 1916 został mianowany chorążym piechoty . We wrześniu 1917, po likwidacji 6 pp, został skierowany do miejscowości Visk na Węgrzech, gdzie został zdegradowany do stopnia tytularnego sierżanta i wcielony do Armeefeldausbildungsgruppe generała Kövessa. W 1918 był zastępcą porucznika Maksymiliana Kamskiego ps. „Milan”, szefa Oddziału Wyszkolenia Wojskowego Komendy Naczelnej Polskiej Organizacji Wojskowej Nr 3 w Kijowie.
Służył w 35 Pułku Piechoty w Łukowie (od września 1925 w Brześciu nad Bugiem). W 1921 był przydzielony z 35 pp do 6 Armii, a w 1923 do Dowództwa Okręgu Korpusu Nr IX w Brześciu nad Bugiem na stanowisko szefa Oddziału II Sztabu. 3 maja 1922 został zweryfikowany w stopniu kapitana ze starszeństwem z 1 czerwca 1919 i 452. lokatą w korpusie oficerów piechoty, a 12 kwietnia 1927 mianowany majorem ze starszeństwem z 1 stycznia 1927 i 8. lokatą w korpusie oficerów piechoty. W maju tego roku został przydzielony z 35 pp do DOK IX na stanowisko kierownika Samodzielnego Referatu Informacyjnego. W lipcu 1927 wrócił do 35 pp na stanowisko dowódcy III batalionu. W kwietniu 1928 został przeniesiony do 52 pułku piechoty Strzelców Kresowych w Złoczowie na stanowisko dowódcy I batalionu. 4 kwietnia 1929 został przydzielony na XIII dwumiesięczny kurs w Centralnej Szkole Strzelniczej w Toruniu, a w lipcu tego roku został przesunięty w 52 pp na stanowisko kwatermistrza. W marcu 1932 został przydzielony do Dowództwa Okręgu Korpusu Nr V w Krakowie na stanowisko inspektora Wychowania Fizycznego i Przysposobienia Wojskowego w 5 Okręgowym Urzędzie Wychowania Fizycznego i Przysposobienia Wojskowego. W kwietniu 1934 został przeniesiony na stanowisko inspektora Wychowania Fizycznego i Przysposobienia Wojskowego w Katowicach. W kwietniu 1935 został przeniesiony do 81 pułku piechoty w Grodnie na stanowisko dowódcy batalionu, a z dniem 31 sierpnia tego roku przeniesiony w stan spoczynku .

## Ordery i odznaczenia
- Krzyż Srebrny Orderu Wojskowego Virtuti Militari nr 6347 – 17 maja 1922[19][20][21]
- Krzyż Niepodległości – 12 maja 1931 „za pracę w dziele odzyskania niepodległości”[22]
- Krzyż Walecznych dwukrotnie[23]
- Odznaka 6 pułku piechoty Legionów (Krzyż Wytrwałości)[24]
- Srebrny Medal Waleczności 2. klasy (Austro-Węgry)[25]
- Srebrny Krzyż Zasługi Cywilnej na wstążce Medalu Waleczności (Austro-Węgry)[26]